# ウデナガカクレダコ
ウデナガカクレダコ（腕長隠れ蛸、学名：Abdopus aculeatus）は、マダコ科カクレダコ属に分類されるタコの一種。体長は最大でも50cmほど。サイズ的にはイイダコに近いが、胴の大きさに比して脚が非常に細長い。

## 呼称
俗称（イイダコ）など、地方名は島や地域によって様々で、奄美大島ではスガリ（シガリ）、沖縄ではシガイ、シガヤー、ンヌジグワァ、八重山ではウムズナー（ウズムナ）、ムンチャー、ンゾーなどと呼ばれている。
英名は algae octopus（藻のタコ）で、休息時の姿が藻の生えた貝殻に見えるため。

## 分布と生息地
インドネシア、フィリピン、オーストラリア北部など、西太平洋の亜熱帯から熱帯海域に広く分布する。遠浅の干潟や砂浜、岩場やサンゴ礁に生息し、岩やサンゴの隙間、砂地の海底に小石を敷き詰めた巣穴を作る。休息時のカモフラージュでは、藻が生えた貝殻のような黄土色、灰色、褐色の斑紋と、ヤドカリの脚のように触手に縞模様が現れる。

## 生態

### 摂餌
日中最も活動的で、巣穴から出て採餌し、夜になると戻る。オーストラリア北部ではサンゴの間で採餌することもあるが、通常はしない。小さな岩や藻を探ったり、砂を掘ったりして、カニやシャコなどの小さな甲殻類を捕食する。タイドプールのカニを捕食するため、恒常的に陸上を移動することが知られている。漏斗から水を噴射して獲物を追いかけ、捕まえて外骨格を割って食べる。通常その場で獲物を食べるが、巣穴の近くで獲物を食べるときは、外骨格を1 m程運んで捨てることもある。

### 繁殖
タコの中では非常に複雑な繁殖形態をとり、三つの繁殖戦略がある。大型の雌雄は巣穴が隣接しており、雄は自分の巣穴から交接腕を出し、交尾を行う。雌雄はペアになり、一週間ほど交尾を繰り返す。雄は雌に近づく他の雄が居ないか警戒するが、食事の為巣穴から離れた時に他の雄がやってきて、雌と交尾することがある。また警戒している雄の死角から近づいたり、雌のふりをして近づくこともある。また、ペアを作らずに偶然出会った個体と交尾をするものもいる。交尾が成功すると、雄は交接腕を用い精莢を雌に渡す。その後雌は巣穴に籠り、入り口を岩などで塞ぐ。雌は数日間で数千個の卵の入った卵塊を複数個産む。幼生は孵化時約2 mmで、雌は幼生の孵化後すぐに死んでしまう。幼生は孵化時浮遊性のプランクトンだが、成長につれ砂に潜るようになる。

### 移動
遊泳、ジェット噴射などに加え、天敵から逃げる際などに二本の触手を用いて海底を歩くように移動する。

## 利用

### 漁撈
自家消費がほとんどで、食用として市場に出回ることはない。主としてサンゴ礁の海に生息するため、蛸壺は使用されず、テンヤや巻貝の殻を用いた投げ釣りや、夜間干潮時のイザリ（潮干狩り）によって捕獲される。

### 食
非食部を除去し、下茹での後に利用される。大型のタコに比べて柔らかく美味である。

### 釣餌
沖縄県内の釣具店ではタマン（フエフキダイ科の魚類、特にハマフエフキ）やガーラ（アジ科の魚、特にカスミアジやロウニンアジなど扁平な種）用の釣り餌として売られている。100gあたり数百円と高価である。